# Synthèse d'indole de Nenitzescu
La synthèse d'indole de Nenitzescu est une série de réactions organiques permettant de former des dérivés 5-hydroxyindolés à partir de benzoquinone et d'esters β-aminocrotoniques.